# 목계성황당
목계성황당은 대한민국 경상북도 청송군 파천면에 있는 성황당이다. 2014년 3월 6일 청송군의 문화유산 제24호로 지정되었다.

## 개요
1940년에 건립된 성황당으로 단칸 맞배기와집 형태이며, 3신위를 모시고 있다.